# 趙福全
趙福全（1963年12月—），遼寧鐵嶺人。國際著名汽車研發專家、機械學家。清华大学教授，前浙江吉利控股集團有限公司副總裁（技術研發）、吉利汽車控股有限公司執行董事、浙江吉利汽車研究院院長及浙江汽車工程學院院長。

## 學歷
- 1985年，中國吉林工業大學汽車系內燃機專業
- 1992年，日本廣島大學工學博士
- 1993年，英國倫敦大學帝國理工學院研究員
- 1994年，美國韋恩州立大學機械工程系博士後研究員
- 1996年，美國韋恩州立大學助理教授

## 任職
- 1997年，戴姆勒-克萊斯勒公司产品工程師
- 1998年，戴姆勒-克萊斯勒公司工程專家（發動機研发）
- 1999年，戴姆勒-克萊斯勒公司發動機技術高級專家（汽车动力总成开发研究）
- 2003年，戴姆勒-克萊斯勒公司技術中心研究總監
- 2004年，瀋陽華晨金杯汽車有限公司副總裁兼研發中心總經理兼任上海汉风汽车设计公司董事長
- 2006年，浙江吉利控股集團有限公司副總裁（技術研發）
- 2013年4月24日，离职吉利

## 學術
趙博士作為國際汽車刊物其中一位主要作者，已發表英文專著5部及已發表超過100餘篇汽車技術方面的學術論文，获得2項美國專利。

## 榮譽
- 2001年，美國汽車工程師學會「Forest R. McFarland」獎
- 2006年，美國汽車工程師學會院士